# Bart McGhee
Bartholomew McGhee (* 30. April 1899 in Edinburgh, Schottland; † 26. Januar 1979 in Philadelphia, USA) war ein amerikanischer Fußballspieler.
Der gebürtige Schotte Mc Ghee war Sohn des schottischen Nationalspielers und Hibernian-Kapitäns James McGhee. Auf Vereinsebene spielte er von 1917 bis 1931 für zahlreiche Mannschaften, darunter die New York Nationals. Er gehörte der Fußballnationalmannschaft der Vereinigten Staaten an und nahm mit ihr an der ersten Fußball-Weltmeisterschaft 1930 teil. Dort kam der Stürmer in den Gruppenspielen gegen Paraguay und Belgien und dem Halbfinale gegen Argentinien zu insgesamt drei Einsätzen. Bart McGhee hatte am 13. Juli das erste amerikanische Tor der WM-Geschichte und das zweite Tor der WM-Geschichte geschossen. McGhee, dessen Bruder Jimmy McGhee ebenfalls ein bekannter Fußballspieler war, wurde 1986 posthum in die National Soccer Hall of Fame aufgenommen.